# Magnolia amazonica
Espèce
Statut de conservation UICN

 LC  : Préoccupation mineure
Magnolia amazonica est une espèce de plantes à fleurs de la famille des Magnoliaceae. C'est un arbre vivant en Amérique du Sud. 

## Répartition et habitat
Cette espèce est présente en Équateur, au Pérou, en Bolivie et au Brésil. Elle pousse dans la forêt tropicale humide de basse altitude. C'est la seule espèce de la famille des Magnoliacées à vivre dans le bassin amazonien qui est relativement chaud et humide.